# 同源染色體

正如这种核型所示，一个二倍体人类细胞含有22对同源染色体和2条性染色体。在一对同源染色体中，其中一条来自母亲，另一条来自父亲，同源染色体中的母本和父本染色体在相同基因座可能具有相同的等位基因，但可能具有不同的等位基因。

同源染色體是在二倍體生物细胞中，形态、结构基本相同的染色体。一对同源染色体在受精时配对，其中一个来自母方，另一个来自父方，故名稱中的同源並非指兩條染色體來自同一名親代（同源的英文homologous也有同型、對應的意思）。同源染色體在减数第一次分裂（参考减数分裂）的四分体时期中彼此聯會（若是三倍体及其他奇数倍体生物细胞，联会时会发生紊亂）最后分开到不同的生殖细胞（即精子、卵细胞/极核）的一对染色体。尽管XY染色体仅部分同源，但因其能在减数分裂过程中发生联会，因此一般认为XY染色体也是同源染色体。
不屬于同一對的染色體稱為非同源染色體。

## 形态特征

### 細胞分裂
細胞分裂中期出现的长度相同、着丝点位置相同的成对的染色体。

### 减数分裂
减数第一次分裂时期，出现联会现象的长度相同、着丝点位置相同的成对的染色体。在其成对出现的时候可以称之为四分体。
减数第一次分裂的完成代表其同源染色体的分离，在此以后不存在同源染色体的说法。

## 外部連結
- Gilbert SF. . Sunderland, Mass.: Sinauer Associates. 2003. ISBN 0-87893-258-5.
- OpenStaxCollege. . Rice University. 25 Apr 2013  [2021-08-23]. （原始内容存档于2013-11-16）.